# 研究公正
研究公正（けんきゅうこうせい、英: Research integrity、研究におけるインテグリティ）とは、研究者が研究活動を行なう際に守るべき倫理・規範の基本概念の1つである。
研究は信頼という土台の上に構築されている。研究者は誠実に研究し、発表内容は正確でバイアスがない事実だと受け止められている。これを支えているのが、研究公正の概念と行動である。

## 研究公正の定義
大阪大学の池田光穂・教授の説明。
米国科学アカデミーの説明。
米国・NIHの説明。
研究公正は、国として米国、学問分野としては生命科学を中心に議論され確立された。
研究公正の概念・行動は、国の文化・社会構造・価値観にも依存するが、研究活動が国際的な現在、米国のスタイルに準じて、国際的に統一されつつある。
また、研究公正の概念・対処は、学問分野によって異なり面もあるが、生命科学のスタイルが、学問分野を横断して適用されつつある。

## 研究公正に違反する行為

### 米国
米国科学アカデミーは、研究界の不祥事を3つのカテゴリーに分類している
- カテゴリー1：「研究不正」＝「捏造」「改竄」「盗用」
- カテゴリー2：「問題ある研究行為」。研究記録不備、査読、オーサーシップ。
- カテゴリー3：「研究違法行為」。研究実施に伴う法・条例違反や犯罪行為で、研究行為とは直接の関係がない。例えば、セクハラや研究費不正など。

カテゴリー3は研究行為とは直接の関係がないので除かれ、カテゴリー1とカテゴリー2の行為が研究公正に違反する行為となる。
カテゴリー1の「捏造」「改竄」「盗用」の3つを、米国の研究公正局は「研究不正」（Research Misconduct）と定義した。

### 日本
日本は、基本的に米国・研究公正局の方針に追従し、2006年、文部科学省のガイドライン「研究活動の不正行為への対応のガイドラインについて」を制定した。2006年版ガイドラインで、「捏造」「改竄」「盗用」の3つを研究公正に違反する主要な不正行為とした。
文部科学省は、2006年版ガイドラインを、2014年8月26日に改訂した。以下、2014年版ガイドライン「研究活動における不正行為への対応等に関するガイドライン」に記載された不正行為を引用する。
文部科学省は、「捏造」「改竄」「盗用」の3つを、2014年版で「特定不正行為」と命名した。白楽ロックビルは、この3つを、米国の研究公正局の「研究不正」（Research Misconduct）に対応させて、「研究ネカト」と呼ぶことを提唱している 。
また、2014年版では、2006年版の冒頭部分「本ガイドラインの対象とする不正行為は、発表された研究成果の中に示されたデータや調査結果等の捏造と改ざん、及び盗用である。ただし、故意によるものではないことが根拠をもって明らかにされたものは不正行為には当たらない。」の「故意によるものではないことが根拠をもって明らかにされたものは不正行為には当たらない」という文章がなくなり、「研究者としてわきまえるべき基本的な注意義務を著しく怠った」場合は不正とみなされることになった。

## 研究公正に違反した事件
研究公正に違反した事件が世界中で起こっている。特に、生命科学の分野で多発しているが、分野は文系・理系を問わない。
出版規範委員会のガイドラインに従い、発表論文に研究不正があると、論文は撤回される。
研究助成機関からは、研究費の返還が求められ、さらに、数年間、研究費申請が認められないことが多い。
違反者は、米国では研究界から排除される。欧州は若干甘いが原則的には研究界から排除される。欧米では違反が顕著な場合は犯罪行為とみなされる。日本では、所属大学・所属研究機関から懲戒処分されるが、研究界から排除されないし、犯罪行為とみなされない。

### 文部科学省認定の研究不正事案一覧
文部科学省は、2014年8月、捏造、改竄、盗用を特定不正行為と命名し、2015年4月以降に報告を受けた特定不正行為を公開することとした
それを受け、2015年4月以降、特定不正行為とそれ以外の不正行為（二重投稿や不適切なオーサーシップなど）の事案をウェブサイトに公開し始めた。
米国の研究公正局が1993年から公開し始めた事案（Case Summary）公開を、22年後に取り入れたのである。
公開内容は、米国に比べ、全体的に内容が詳細である。例えば、当該研究機関に不正行為の発生要因及び再発防止策が記載させ、それを公開している。
但し、米国では実名記載だが、「公開する目的に鑑みて、特定不正行為に関与した者等の氏名については、文部科学省ホームページに掲載しないものとする」と、研究不正者の氏名を公表していない。つまり、研究不正者を誰と特定できない。